# 신규진
신규진(1990년 1월 1일 ~ )는 대한민국의 희극인이다.

## 방송
- tvN 코미디빅리그
  - 크라임씬
  - 컴funny
  - 신과함께
  - 연기는 연기다
  - 선수는 선수다
  - 2018 궁예
  - 화가난단 말이야2
  - 슈퍼스타 김용명
  - FAKE 특공대
  - 코빅 총회
  - 찐친이야
  - 1%
  - 너튜브금
  - 버스기사 황덕섭
  - 셀룰라이트
  - 코빅앤터
  - 오동나무앤터
  - 동네친구 썸쿵
  - 결혼해두목
  - 오동대학
  - 나이스샷
  - 나의 장사일지
- SBS 런닝맨 - 특별출연
- JTBC 아는형님 - 게스트
- 유튜브 급식왕
  - 오동나무 교장쌤
- 노빠꾸 탁재훈 - 진행

## 유행어
- 코미디빅리그

이거 오동나무네~ 이거. (크라임씬)